# Myositis
Als Myositis bezeichnet man eine entzündliche Erkrankung der Skelettmuskulatur. Myositiden können erblich, durch Infektionen (Viren, Bakterien, Parasiten), durch Störungen des Immunsystems (Allergie, Autoimmunkrankheit, HIV-Infektion) und durch toxische Stoffe entstehen.
Gelegentlich, vor allem bei traumatisch bedingten Myositiden, kann es zu einer lokalen Metaplasie mit einer Einlagerung von Kalksalzen kommen (Muskelverknöcherung, Myositis ossificans). Auch bei Paraplegien (Paraosteoarthropathie) kann es zu solchen Verknöcherungen kommen.
Ist nur ein einzelner Muskel betroffen spricht man von einer Monomyositis, sind viele Muskeln gleichzeitig erkrankt von einer Polymyositis.

## Formen von Myositis
Man kann Myositis in verschiedene Gruppen einteilen. Zu unterscheiden sind die erblich bedingte Myositis, wozu das Münchmeyer-Syndrom zählt, die bakterielle Myositis, wozu Lepra, Lues, Tetanus, Mycoplasma pneumoniae-Infektion und Pyomyositis zählen, die parasitäre Myositis mit Sarkosporidiose, Schistosomiasis, Trichinose und Zystizerkose (Bandwurm-finnen), die autoimmune Myositis – dazu gehören die Polymyositis, Dermatomyositis, Einschlusskörpermyositis, Interstitielle Myositis (eigentlich eine Vaskulitis) und die Kaumuskelmyositis (bei Haushunden) – sowie die toxische Myositis mit dem Kreuzverschlag (Pferdekrankheit).

## Diagnostik
Die Diagnostik einer Myositis ist nicht einfach und erfordert einige differentialdiagnostische Überlegungen. Stützpfeiler einer Diagnose sind vor allem klinische Symptome, Messung der Muskelenzym-Serumkonzentrationen, Elektromyographie- und Muskelbiopsie.
Serum-Konzentrationen verschiedener Enzyme, die bei einer Schädigung oder Untergang von Muskelfasern frei werden, und weitere muskelspezifische Werte erlauben es, den aktuellen Stand einzuschätzen. Dazu zählen die Muskelenzyme der Creatin-Kinase (CK-Mi, CK-B, CK-M, CK-MB), Lactatdehydrogenase Aldolase und Glutamat-Oxalazetat-Transferase (SGOT) und das Myoglobin.
Teilweise findet man bei Patienten auch erhöhte Werte bei Myositis-spezifischen Antikörpern, mit jedoch ungeklärter pathophysiologischer Relevanz, die außerdem oft mit anderen Erkrankungen vergesellschaftet sind. So können beispielsweise Antisynthetaseantikörper (Jo-1, Pl-7, Pl-12, OJ, EJ) auf eine Myositis, fibrosierende Alveolitis, oder eine Arthritis hindeuten. Anti-SRP, Anti-Mi-2, Anti-PmScl, Anti-U1-RNP und Anti-Ku sind ebenfalls Indikatoren für eine Myositis, aber auch für andere Erkrankungen.
Wegen der nicht gegebenen Spezifität der oben genannten Untersuchungsmethoden ist eine Muskelbiopsie das wichtigste Entscheidungskriterium. Evident ist hierbei die Wahl des richtigen Orts für die Biopsie, was oft schon im Vorfeld bildgebende Maßnahmen, oft eine Magnetresonanztomographie erfordert. Eine anschließende pathologische Untersuchung kann dann erstmals sicher zwischen den einzelnen Myositisformen differenzieren.